# スチャヴァ県
| 県章 スチャヴァ県の位置 |                                      |
| 地域                    | 北東地域                             |
| 歴史的な地域            | モルダヴィアおよびトランシルヴァニア |
| 県都                    | スチャヴァ                           |
| 面積                    | 8,553km²                             |
| 人口                    | 642,551人（2021年）                  |
| 人口密度                | 75人/km²                             |
| ISO 3166-2              | RO-SV                                |

スチャヴァ県（スチャヴァけん、Judeţul Suceava）は、ルーマニアのモルダヴィアおよびトランシルヴァニア地方にまたがる県。歴史的な地域としては、ブコビナの一部でもある。県都はスチャヴァ。
人口は642,551人（2021年国勢調査）。民族構成はルーマニア人が549,813人、ロマ人13,568人、ウクライナ人が7,916人など。

## 地理
東はボトシャニ県とヤシ県、西はマラムレシュ県とビストリツァ＝ナサウド県、北はウクライナ、南はムレシュ県、ハルギタ県、ネアムツ県に接する。
県の西部は東カルパティア山脈の一部である。東に向かって標高が低くなり、シレト川の谷でもっとも低くなる。県内にはシレト川とその支流であるモルドヴァ川、スチャヴァ川、ビストリツァ川が流れる。

## 経済
ルーマニアでもっとも森林面積が大きく、林業がさかん。ほかに食品、機械部品、建築資材、繊維、皮革など。

## 観光
- スチャヴァ市の中世の要塞（英語版）（スチャヴァ城、スカウン城）
- モルダヴィア北部の壁画教会群 -　UNESCO世界遺産

## 行政区画
県は5つの都市、11の町、98の基礎自治体からなる。

### 主な都市
- スチャヴァ（約10万7千人）
- ファルティチェニ（約3万人）
- ラダウツィ（2万9千人）
- クンプルング・モルドヴェネスク
- ヴァトラ・ドルネイ

## ギャラリー

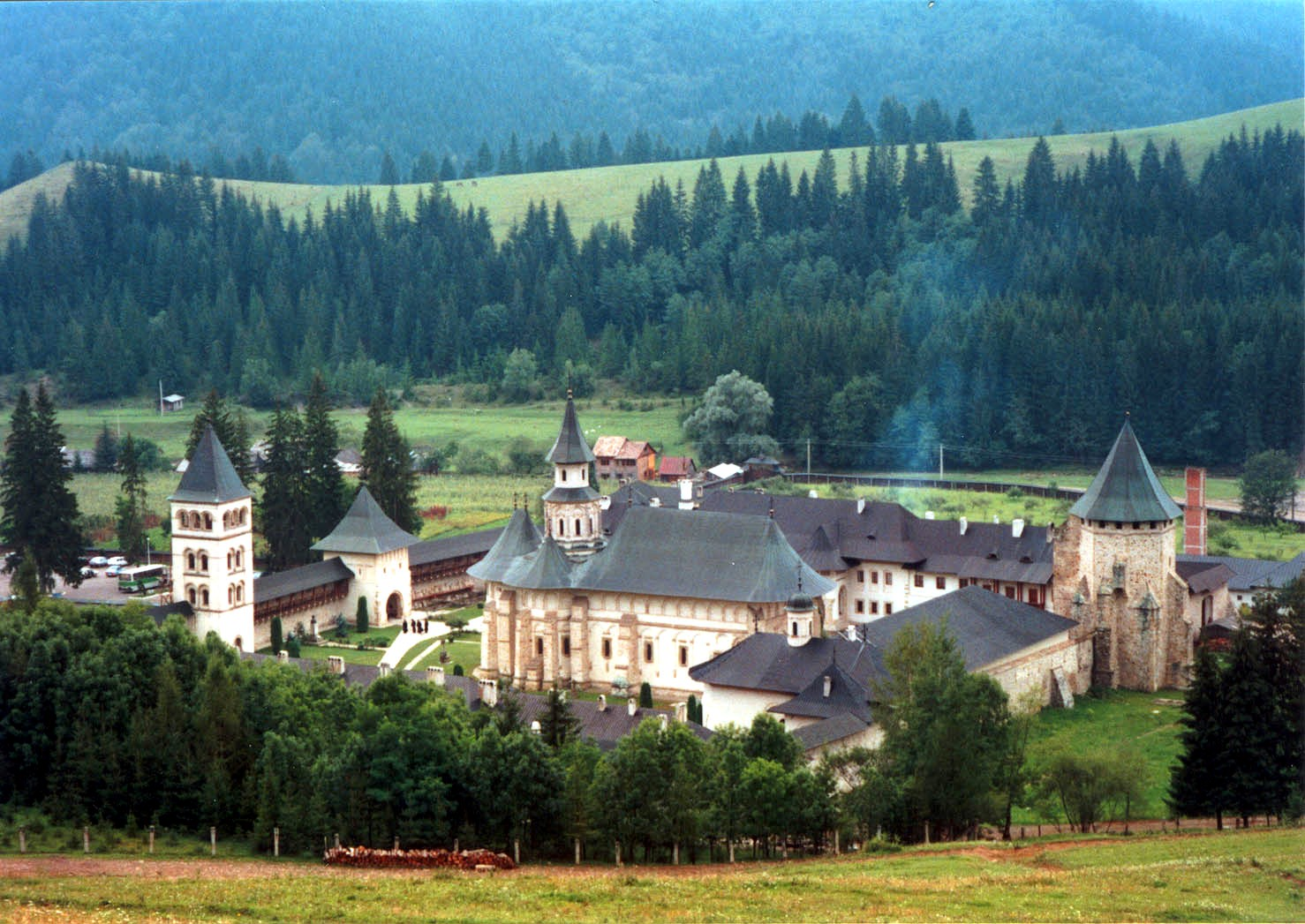
プトナ修道院
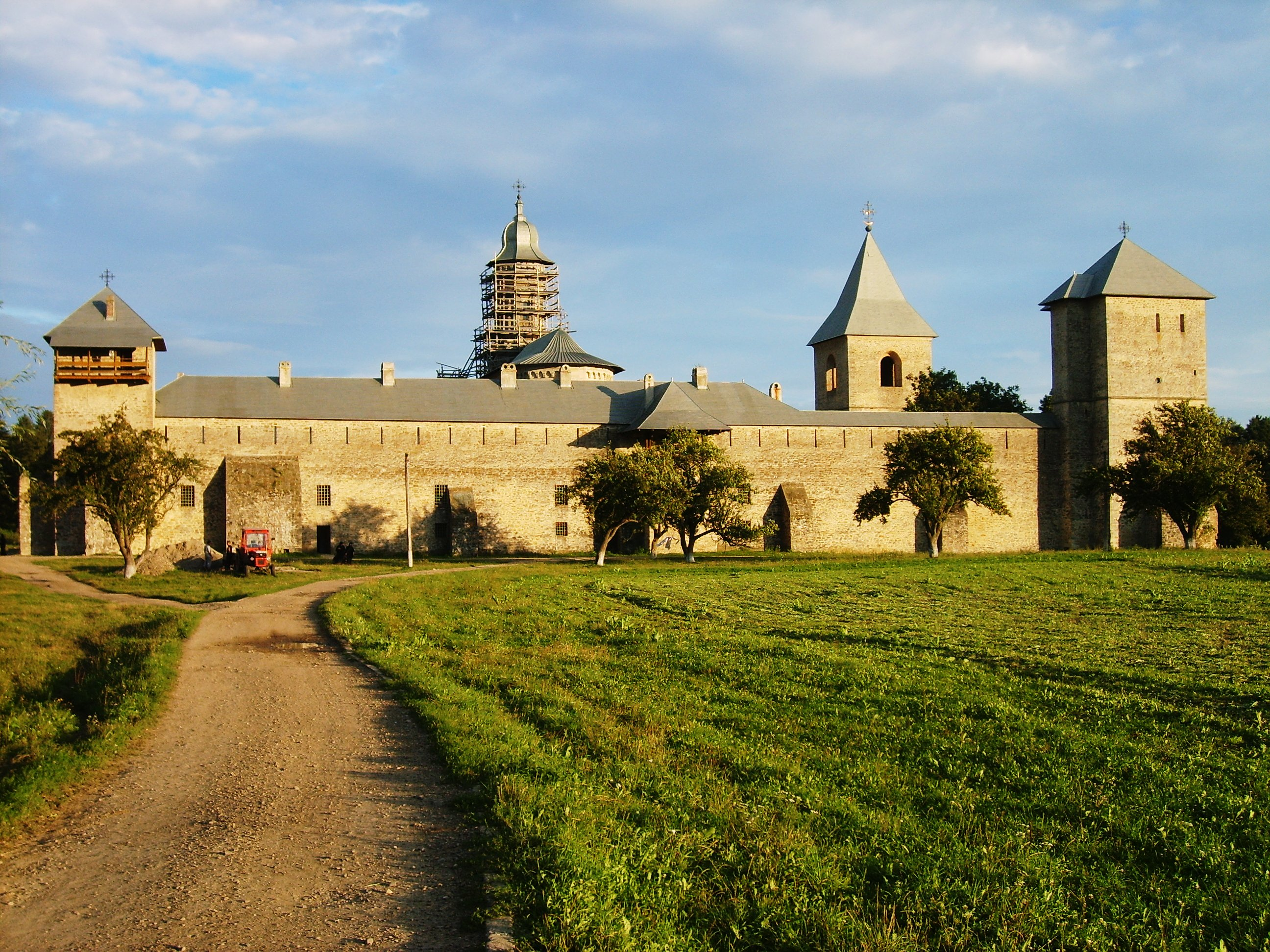
ドラゴミルナ修道院（英語版）
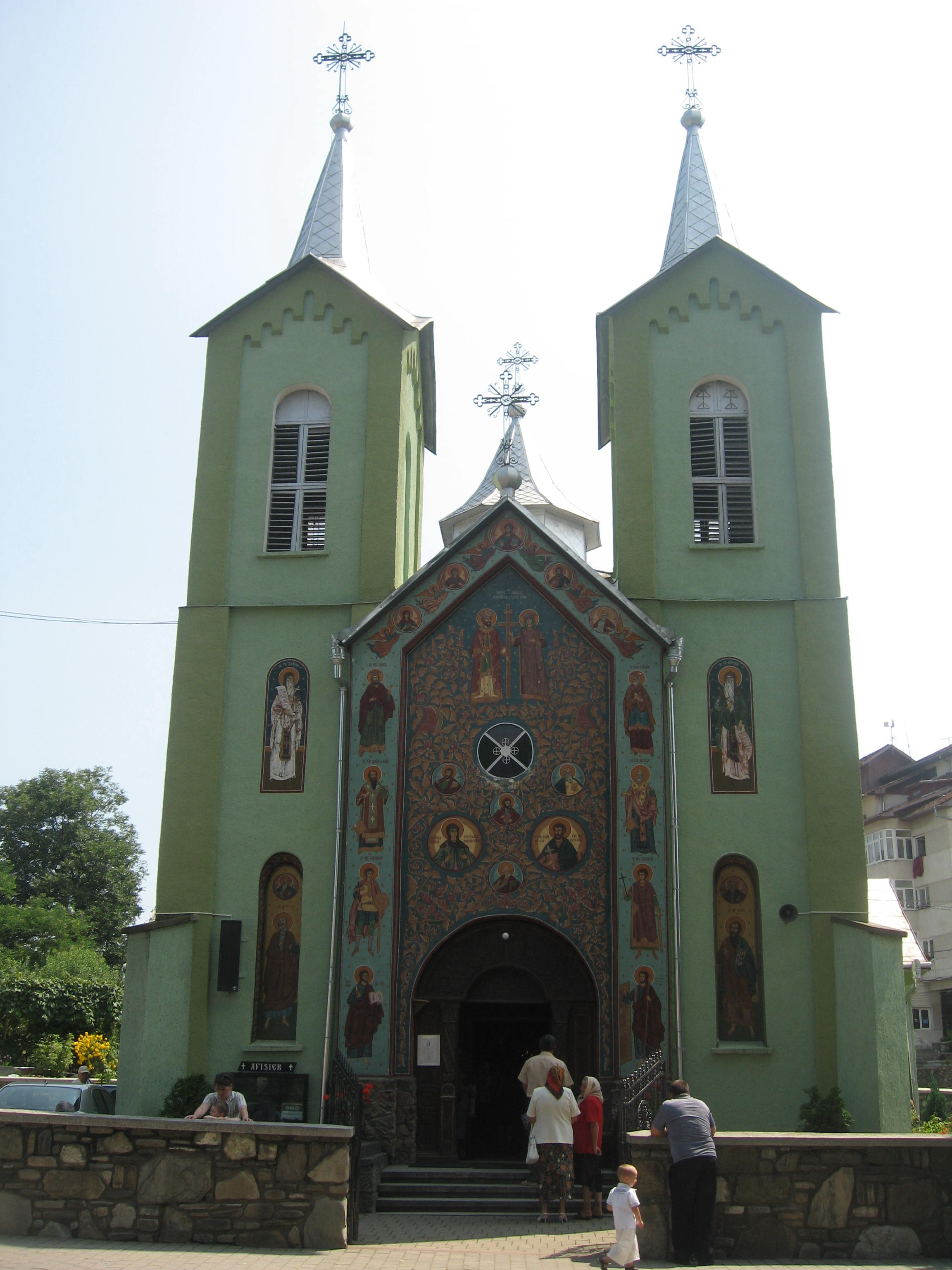
ルーマニア正教会のグラ・フモルルイの「聖帝コンスタンティンとエレナ」教会（ルーマニア語版）
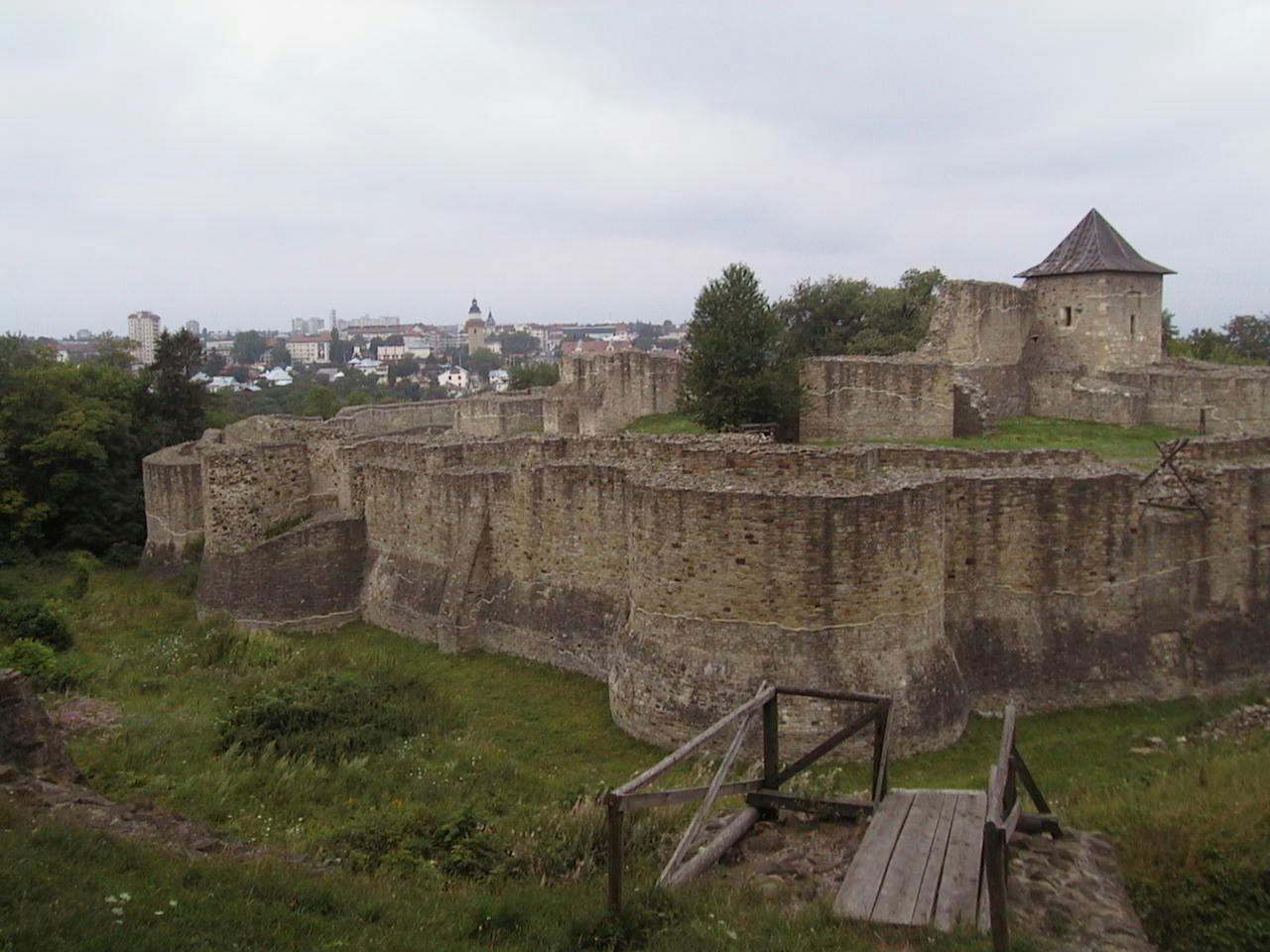
スチャヴァ市の中世の要塞（スチャヴァ城、スカウン城）
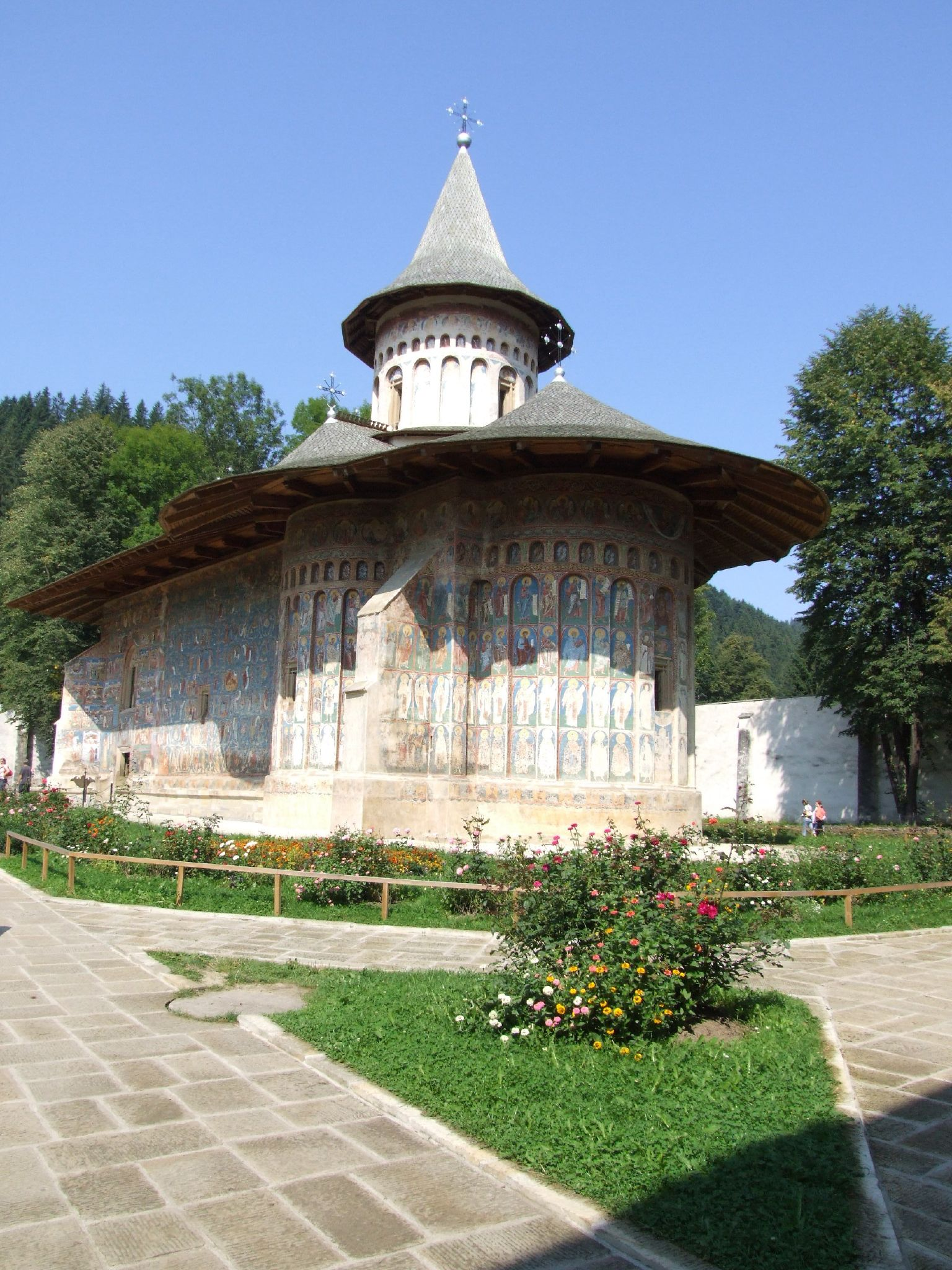
ヴォロネツ修道院（英語版）
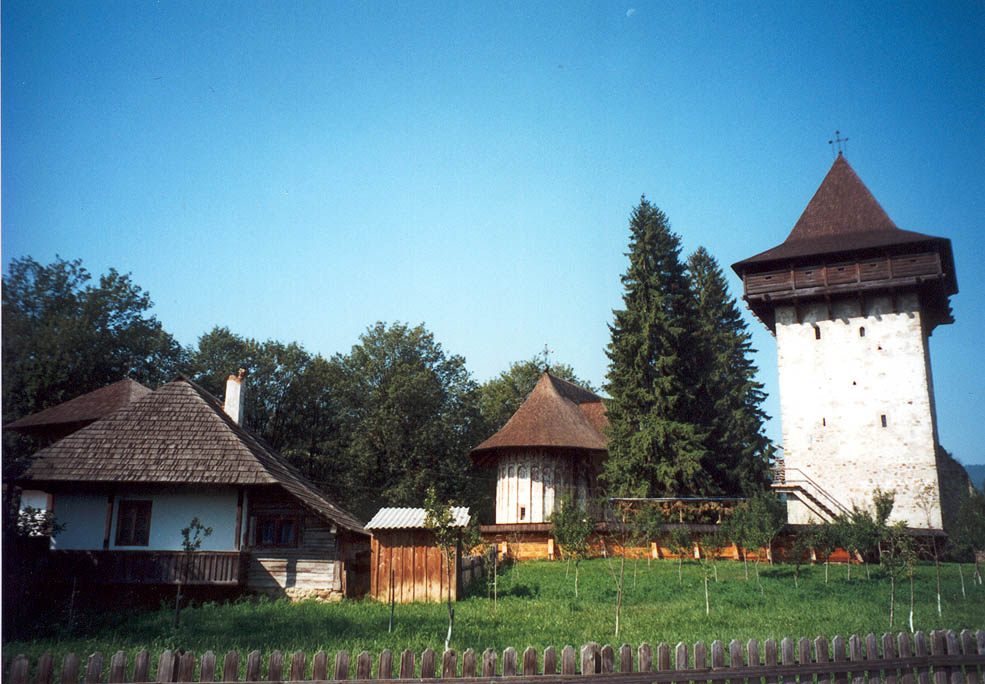
フモール修道院（英語版）

## 註
1. 1 2  “Tabel-2.02.1-si-Tabel-2.02.2.xlsx”. ルーマニア国家統計局. 2024年8月28日閲覧。